# 582d Helicopter Group

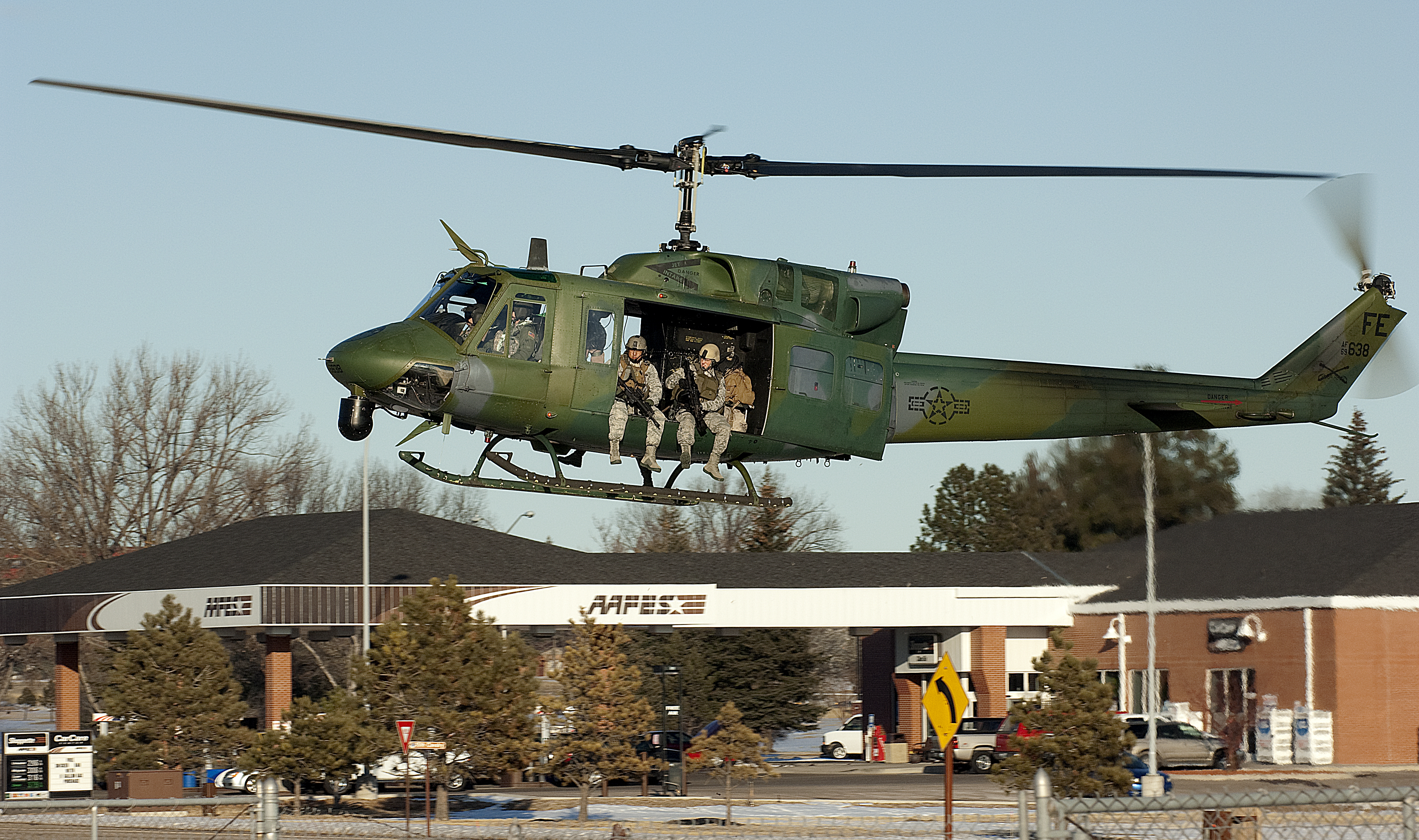
UH-1N del 37th HS

Il 582d Helicopter Group è un gruppo elicotteristico dell'Air Force Global Strike Command, inquadrato nella Twentieth Air Force. Il suo quartier generale è situato presso la Francis E. Warren Air Force Base, nel Wyoming.

## Missione
Il gruppo fornisce le operazioni, la manutenzione, la standardizzazione delle valutazioni, la sicurezza del volo e la supervisione degli equipaggiamenti per tre squadriglie elicotteristiche e una di supporto ai tre stormi missilistici dell'AFGSC. Produce la capacità di sicurezza aerotrasportata e di trasporto aereo per le operazioni della Task Force 214, sostenendo le missioni di sicurezza nucleare per le 450 strutture di lancio ICBM. Fornisce anche operazioni di ricerca e recupero in supporto al JCS National SAR ed ai Response Plans.

## Organizzazione
Attualmente, a settembre 2020, esso controlla:
- 582th Operations Support Squadron
- 37th Helicopter Squadron - Equipaggiato con UH-1N
- 40th Helicopter Squadron, distaccato presso la Malmstrom Air Force Base, Montana - Equipaggiato con UH-1N
- 54th Helicopter Squadron, distaccato presso la Minot Air Force Base, Dakota del Nord - Equipaggiato con UH-1N